# Инос, Мирей
Мирей Инос (англ. Mireille Enos; род. 22 сентября 1975) — американская актриса, номинантка на премии «Эмми», «Тони» и «Золотой глобус».

## Ранние годы
Инос родилась в Канзас-Сити, штат Миссури. Её мать была учителем из Франции, а отец — американец из Техаса. В раннем возрасте она с родителями переехала в Хьюстон, штат Техас. Инос выросла в общине мормонов, так как её отец был миссионером, но сама в зрелом возрасте ушла от религии. После окончания школы в Хьюстоне, она поступила в мормонский Университет Бригама Янга в Юте, где также учились её сёстры и братья.

## Карьера

### 1994—2010
В 1994 году Инос дебютировала на телевидении с небольшой ролью в драме «Без согласия», главные роли в которой сыграли Джилл Айкенберри и Дженни Гарт. Дебютом в кино стала роль в романтической комедии 2001 года «Флирт со зверем» с Эшли Джадд. Впоследствии она продолжила карьеру актрисы, играя небольшие роли на телевидении в эпизодах таких сериалов как «Секс в большом городе», «Сильное лекарство», «Спаси меня», «Без следа» «Расследование Джордан», «C.S.I.: Место преступления», «Медиум», «Закон и порядок: Преступное намерение» и «Обмани меня».
Театральная карьера Инос включает в себя ряд ролей в спектаклях театров Бродвея, так и небольших офф-бродвейских театров. В 2005 году за исполнение роли Хани в постановке «Кто боится Вирджинии Вулф?» Инос номинировалась на премию «Тони» за лучшую женскую роль второго плана в пьесе.
В 2007 году она начала сниматься в двойной роли сестёр-близнецов в сериале HBO «Большая любовь» и вернулась в основной актёрский состав третьего и четвёртого сезонов.

### 2011 — настоящее время
В 2011 году Инос получила свою первую главную роль на телевидении в сериале AMC «Убийство», ремейке одноимённого датского сериала, сыграв детектива из отдела убийств Сару Линден. Инос стала одной из самых высоко оцениваемых актрис на телевидении в 2011 году, получив похвалу от критиков за исполнение роли нестандартного центрального персонажа. За роль в первом сезоне «Убийства» Инос номинировалась на премию «Эмми» за лучшую женскую роль в драматическом телесериале, «Золотой глобус» за лучшую женскую роль в телевизионном сериале — драма и ряд других наград. Сериал завершился в 2014 году после четырёх сезонов.

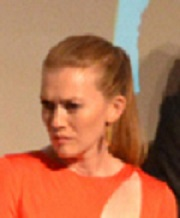
Инос на кинофестивале в Торонто в 2013 году

После прорыва с ролью в «Убийстве», Инос получила ряд ролей на большом экране. Она снялась с Брэдом Питтом в постапокалиптическом фильме «Война миров Z», который собрал в прокате 540 млн долларов. Также она играла жену персонажа Джоша Бролина в «Охотниках на гангстеров» и снялась вместе с Риз Уизерспун в криминальной драме «Узел дьявола». В начале 2014 года она появилась в фильме «Саботаж», а позже в драме «Если я останусь». Также она снялась с Райаном Рейнольдсом в фильме «Пленница», а как ведущая актриса сыграла главную роль в триллере «Вы никогда не были здесь».
В 2015 году Инос была приглашена на ведущую роль в сериал ABC «Улов», продюсером которого была Шонда Раймс.

## Личная жизнь
Некоторое время встречалась с актёром Дэвидом Харбором, с которым они вместе играли в постановке «Кто боится Вирджинии Вулф?». С 4 января 2008 года Инос замужем за актёром Аланом Раком. У супругов есть двое детей — дочь Веспер Вивьенн Рак (род. 23.09.2010) и сын Ларкин Зуи Рак (род. 23.07.2014).

## Фильмография
| Год       |     | Русское название                      | Оригинальное название                 | Роль                            |
| --------- | --- | ------------------------------------- | ------------------------------------- | ------------------------------- |
| 1994      | тф  | Без согласия                          | Without Consent                       | Наоми                           |
| 1996      | тф  | Лицо Зла                              | Face of Evil                          | Брианна Двайер                  |
| 1999      | с   | Секс в большом городе                 | Sex and the City                      | Дженна                          |
| 2001      | ф   | Флирт со зверем                       | Someone like You                      | Инструктор йоги                 |
| 2001      | с   | Образование Макса Бикфорда            | The Education of Max Bickford         | Карла Бёрд                      |
| 2003      | с   | Сильное лекарство                     | Strong Medicine                       | Ферн                            |
| 2004      | с   | Спаси меня                            | Rescue Me                             | Карен                           |
| 2005      | кор | Преследуя Леонарда                    | Chasing Leonard                       | Люсинда                         |
| 2006      | кор | Падающие объекты                      | Falling Objects                       | Изобел Уокер                    |
| 2006      | с   | Без следа                             | Without a Trace                       | Джессика Лоусон                 |
| 2006      | с   | Переговорщики                         | Standoff                              | Дана                            |
| 2006      | с   | Акула                                 | Shark                                 | Хлоя Горман                     |
| 2007      | с   | Расследование Джордан                 | Crossing Jordan                       | Сэнди Уолш                      |
| 2007—2010 | с   | Большая любовь                        | Big Love                              | Джодин Маркварт / Кэти Маркварт |
| 2008      | с   | 4исла                                 | Numbers                               | Грейс Ферраро                   |
| 2008      | с   | Медиум                                | Medium                                | Келли Уинтерс                   |
| 2008      | с   | C.S.I.: Место преступления Майами     | CSI: Miami                            | Люси Мэддокс                    |
| 2009      | с   | Обмани меня                           | Lie to Me                             | Черил Эмброуз                   |
| 2009      | с   | Закон и порядок: Преступное намерение | Law & Order: Criminal Intent          | Джулианна Морган                |
| 2011—2014 | с   | Убийство                              | The Killing                           | Сара Линден                     |
| 2013      | ф   | Охотники на гангстеров                | Gangster Squad                        | Конни О’Мара                    |
| 2013      | ф   | Война миров Z                         | World War Z                           | Карен Лэйн                      |
| 2013      | кор | Дикие лошади                          | Wild Horses                           | Миллс                           |
| 2013      | ф   | Узел дьявола                          | Devil's Knot                          | Вики Хатчерсон                  |
| 2014      | ф   | Саботаж                               | Sabotage                              | Лиззи Мюррей                    |
| 2014      | ф   | Если я останусь                       | If I Stay                             | Кэт Холл                        |
| 2014      | ф   | Пленница                              | The Captive                           | Тина                            |
| 2015      | ф   | Вы никогда не были здесь              | You Were Never Here                   | Миранда Фолл                    |
| 2016—2017 | с   | Улов                                  | The Catch                             | Элис Вон                        |
| 2016      | ф   | Кэти уезжает                          | Katie Says Goodbye                    | Трейси                          |
| 2017      | ф   | Никогда здесь не была                 | Never Here                            | Миранда Фолл                    |
| 2018      | с   | Электрические сны Филипа К. Дика      | Philip K. Dick's Electric Dreams      | Мать                            |
| 2018      | с   | Мой ужин с Эрве                       | My Dinner with Hervé                  | Кэти Селф                       |
| 2018      | ф   | Вот моё сердце                        | Dark Was the Night                    | Нэнси                           |
| 2018      | ф   | Не волнуйся, он далеко не уйдёт       | Don't Worry, He Won't Get Far on Foot | призрак матери Джона            |
| 2019      | с   | Благие знамения                       | Good Omens                            | Война, всадник Апокалипсиса     |
| 2019—2021 | с   | Ханна                                 | Hanna                                 | Марисса Виглер                  |
| 2020      | ки  |                                       | NBA 2K21                              | Харпер Делл                     |
| 2020      | ф   | Ложь                                  | The Lie                               | Ребекка Марстон                 |
| 2023      | с   | Счастливчик Хэнк                      | Lucky Hank                            | Лили Деверо                     |
| 2023      | ф   | Дьявол в деталях. Дело Миранды        | Miranda's Victim                      | Зеола Вейр                      |

## Театр
| Год  | Постановка                 | Роль             | Примечания |
| ---- | -------------------------- | ---------------- | ---------- |
| 2001 | The Invention of Love      | Кэтрин Хаусман   |            |
| 2002 | Зимняя сказка              | Пердита (Утрата) |            |
| 2005 | Кто боится Вирджинии Вулф? | Дорогая          |            |
| 2005 | Absurd Person Singular     | Ева              |            |

## Награды и номинации
| Год  | Награда                      | Категория                                           | Работа                     | Результат |
| 2005 | Премия «Тони»                | Лучшая женская роль второго плана в пьесе           | Кто боится Вирджинии Вулф? | Номинация |
| 2011 | Выбор телевизионных критиков | Лучшая женская роль в драматическом сериале         | Убийство                   | Номинация |
| 2011 | Прайм-таймовая премия «Эмми» | Лучшая женскуаяроль в драматическом телесериале     | Убийство                   | Номинация |
| 2011 | Премия «Спутник»             | Лучшая женская роль в телевизионном сериале — драма | Убийство                   | Номинация |
| 2012 | Золотой глобус               | Лучшая женская роль в телевизионном сериале — драма | Убийство                   | Номинация |
| 2012 | Сатурн                       | Лучшая телеактриса                                  | Убийство                   | Номинация |
| 2013 | Сатурн                       | Лучшая телеактриса                                  | Убийство                   | Номинация |